# بازلت
بازلت (به فرانسوی: Bazelat) یک کمون (فرانسه) در فرانسه است که در کروز واقع شده‌است. بازلت ۱۳٫۴۳ کیلومتر مربع مساحت دارد ۳۴۵ متر بالاتر از سطح دریا واقع شده‌است.